# Psilocybe subviscida
Psilocybe subviscida är en svampart som först beskrevs av Peck, och fick sitt nu gällande namn av Calvin Henry Kauffman 1918. Psilocybe subviscida ingår i släktet slätskivlingar och familjen Strophariaceae.  Arten är reproducerande i Sverige.Utöver nominatformen finns också underarten velata.